# امبریج (ویسکانسین)
امبریج، ویسکانسین (به انگلیسی: Ambridge, Wisconsin) یک محدوده ثبت‌نشده در ایالات متحده آمریکا است که در سوپریور (ابهام‌زدایی) واقع شده‌است.

## خصوصیات
امبریج ۲۰۵٫۱۳ متر بالاتر از سطح دریا واقع شده‌است.